# Francis Crippen
Francis Crippen, soprannominato Fran (Bryn Mawr, 17 aprile 1984 – Fujaira, 23 ottobre 2010) è stato un nuotatore statunitense, specializzato nel nuoto di fondo.

## Carriera
Giunse terzo ai campionati mondiali di Roma 2009 sulla distanza dei 10 km. Vinse la medaglia di bronzo anche ai campionati mondiali di nuoto in acque libere nel 2010 a Roberval, ma questa volta nella 5 km. 
Morì il 23 ottobre 2010 a Fujaira negli Emirati Arabi Uniti a seguito di un malore mentre gareggiava nell'ultima tappa della FINA 10 km Marathon Swimming World Cup.

## Palmarès
- Mondiali

Roma 2009: bronzo nei 10 km.
- Mondiali in acque libere

Roberval 2010: bronzo nei 5 km.
- Giochi PanPacifici

Vitoria 2006: argento nei 10 km.
Irvine 2010: argento nei 10 km.
- Giochi Panamericani

Santo Domingo 2003: argento nei 400m e 1500m sl.
Rio de Janeiro 2007: oro nei 10 km.